# Íjászat az 1900. évi nyári olimpiai játékokon
Az 1900. évi nyári olimpiai játékokon a íjászatban hat versenyszámban osztottak érmeket. A Nemzetközi Olimpiai Bizottság nem ismeri el hivatalos olimpiai programként.

## Éremtáblázat
(A rendező ország csapata eltérő háttérszínnel, az egyes számoszlopok legmagasabb értéke, vagy értékei vastagítással kiemelve.)
| Az 1900. évi nyári olimpiai játékok éremtáblázata íjászatban | Az 1900. évi nyári olimpiai játékok éremtáblázata íjászatban | Az 1900. évi nyári olimpiai játékok éremtáblázata íjászatban | Az 1900. évi nyári olimpiai játékok éremtáblázata íjászatban | Az 1900. évi nyári olimpiai játékok éremtáblázata íjászatban | Olimpia  |
| ------------------------------------------------------------ | ------------------------------------------------------------ | ------------------------------------------------------------ | ------------------------------------------------------------ | ------------------------------------------------------------ | -------- |
|                                                              | Ország                                                       | Arany                                                        | Ezüst                                                        | Bronz                                                        | Összesen |
| 1.                                                           | Franciaország (FRA)                                          | 3                                                            | 5                                                            | 4                                                            | 12       |
| 2                                                            | Belgium (BEL)                                                | 3                                                            | 2                                                            | 1                                                            | 6        |
|                                                              |                                                              |                                                              |                                                              |                                                              |          |
| Összesen                                                     | Összesen                                                     | 6                                                            | 7                                                            | 5                                                            | 18       |

## Érmesek
| Az 1900. évi nyári olimpiai játékok érmesei íjászatban |                                          |                                         |                                              |
| Versenyszám                                            | Arany                                    | Ezüst                                   | Bronz                                        |
| Cordon Doré 50 m.                                      | Henri Hérouin · Franciaország (FRA) · 31 | Hubert van Innis · Belgium (BEL) · 29   | Émile Fisseux · Franciaország (FRA) · 28     |
| Cordon Doré 33 m.                                      | Hubert van Innis · Belgium (BEL)         | Victor Thibaud · Franciaország (FRA)    | Charles Frédéric Petit · Franciaország (FRA) |
| Chapelet 50 m.                                         | Eugene Mougin · Franciaország (FRA)      | Henri Helle · Franciaország (FRA)       | Émile Mercier · Franciaország (FRA)          |
| Chapelet 33 m.                                         | Hubert van Innis · Belgium (BEL)         | Victor Thibaud · Franciaország (FRA)    | Charles Frédéric Petit · Franciaország (FRA) |
| Sur la Perche á la Herse                               | Emmanuel Foulon · Belgium (BEL)          | Auguste Serrurier · Franciaország (FRA) | Nem adták ki                                 |
| Sur la Perche á la Herse                               | Emmanuel Foulon · Belgium (BEL)          | Emile Druart · Belgium (BEL)            | Nem adták ki                                 |
| Sur la Perche á la Pyramide                            | Émile Grumiaux · Franciaország (FRA)     | Auguste Serrurier · Franciaország (FRA) | Louis Glineux · Belgium (BEL)                |